# Elementary OS
 elementary OS là một bản phân phối Linux dựa trên Ubuntu.  Đây là bản phân phối hàng đầu để giới thiệu môi trường máy tính để bàn Pantheon.  Bản phân phối quảng bá chính nó như là một sự thay thế "nhanh và mở" cho macOS và Windows.  Nó tập trung chủ yếu vào người dùng không có kỹ thuật và có mô hình trả tiền cho những gì bạn muốn. Hệ điều hành được phát triển bởi elementary LLC.

## Triết lý thiết kế
Các hướng dẫn giao diện con người của dự án elementary OS tập trung vào khả năng sử dụng ngay lập tức với một đường cong học tập nhẹ nhàng, thay vì tùy chỉnh toàn diện.  Ba quy tắc cốt lõi mà các nhà phát triển đặt ra cho chính họ là "đơn giản hóa", "cấu hình có thể truy cập" và "tài liệu tối thiểu".
Kể từ khi thành lập, elementary OS đã nhận được cả lời khen ngợi và chỉ trích cho thiết kế của nó.  Wired tuyên bố rằng hệ điều hành này gần giống với macOS, cả về mặt trực quan và trải nghiệm người dùng.  Tuy nhiên, các nhà phát triển elementary tranh cãi điều này.
Shell chính của Pantheon được tích hợp sâu với các ứng dụng elementary OS khác, như Plank (một dock), Epiphany (trình duyệt web mặc định) và Code (trình soạn thảo văn bản đơn giản).  Phân phối này sử dụng Gala làm trình quản lý cửa sổ, chính nó dựa trên Mutter.

## Pantheon
Môi trường desktop Pantheon được xây dựng trên cơ sở phần mềm Gnome, tức là  GTK+, GDK, Cairo, GLib (bao gồm GObject và GIO), GVfs và Tracker. Desktop cho phép nhiều không gian làm việc để tổ chức quy trình làm việc của người dùng.
Các ứng dụng Pantheon được thiết kế và phát triển bởi elementary:
- Pantheon Greeter: trình quản lý phiên dựa trên LightDM[apps 1]
- Gala: trình quản lý cửa sổ[apps 2]
- Wingpanel: panel trên cùng, có chức năng tương tự như panel trên cùng của Gnome Shell[apps 3]
- Slingshot: trình khởi chạy ứng dụng nằm trong WingPanel[apps 4]
- Plank: dock (dựa trên Docky)[apps 5][apps 6]
- Switchboard: ứng dụng cài đặt (hoặc bảng điều khiển)[apps 7]
- Mail: ứng dụng email được viết bằng Vala [apps 8]
- Calendar: lịch [apps 9]
- Music: trình phát âm thanh [apps 10]
- Code: trình soạn thảo văn bản tập trung vào mã, có thể so sánh với gedit hoặc leafpad.[13][apps 11]
- Terminal: trình giả lập thiết bị đầu cuối[apps 12]
- File (trước đây gọi là Marlin): trình quản lý file[apps 13]
- Installer: Trình cài đặt tích hợp, hợp tác với System76.[14][15][16][apps 14]

Bryan Lunduke của Network World đã viết rằng môi trường desktop Pantheon, trung tâm của hệ điều hành, là một trong những môi trường tốt nhất năm 2016.

## Phát triển
Bản phân phối elementary OS ban đầu bắt đầu như một tập hợp các chủ đề và ứng dụng được thiết kế cho Ubuntu, sau này chuyển thành bản phân phối Linux riêng. Dựa trên Ubuntu, nó tương thích với các kho và gói của nó và trước phiên bản 0.4 "Loki", nó đã sử dụng trung tâm phần mềm Ubuntu để xử lý cài đặt/gỡ bỏ phần mềm. Tuy nhiên, sau khi phát hành Loki, elementary được gói trong cửa hàng ứng dụng của riêng họ, được gọi là AppCenter. Giao diện người dùng của nó nhằm mục đích trực quan cho người dùng mới mà không tiêu tốn quá nhiều tài nguyên.
elementary OS dựa trên các bản phát hành Hỗ trợ dài hạn (LTS) của Ubuntu, mà các nhà phát triển của Ubuntu tích cực bảo trì các lỗi và bảo mật trong nhiều năm ngay cả khi sự phát triển tiếp tục trong phiên bản tiếp theo.
Người sáng lập elementary OS Daniel Foré đã nói rằng dự án không được thiết kế để cạnh tranh với các dự án nguồn mở hiện tại mà là để mở rộng phạm vi của họ. Dự án cũng tìm cách tạo ra các công việc nguồn mở thông qua các tiền thưởng dành cho nhà phát triển được đặt vào các nhiệm vụ phát triển cụ thể. Kể từ khi phát hành Loki 2016, 17.500 đô la tiền thưởng đã được huy động.

### 0.1 Jupiter
Phiên bản ổn định đầu tiên của elementary OS là Jupiter, được xuất bản vào ngày 31 tháng 3 năm 2011 và dựa trên Ubuntu 10.10. Kể từ tháng 10 năm 2012, nó không còn được hỗ trợ và do đó không còn có sẵn để tải xuống từ trang web chính thức của elementary OS ngoại trừ trong phần lịch sử.

### 0.2 Luna
Vào tháng 11 năm 2012, phiên bản beta đầu tiên của elementary OS có tên mã Luna đã được phát hành, sử dụng Ubuntu 12.04 LTS làm cơ sở. Phiên bản beta thứ hai của Luna được phát hành vào ngày 6 tháng 5 năm 2013, mang hơn 300 bản sửa lỗi và một số thay đổi, như hỗ trợ được cải thiện cho nhiều bản địa hóa, hỗ trợ nhiều màn hình và các ứng dụng cập nhật. Ngày 7 tháng 8 năm 2013, đồng hồ đếm ngược xuất hiện trên trang web chính thức với thời gian đếm ngược đến ngày 10 tháng 8 năm 2013. Phiên bản ổn định thứ hai của elementary OS, Luna, được phát hành cùng ngày, cùng với việc đại tu và thiết kế lại hoàn toàn trang web của elementary OS.

### 0.3 Freya

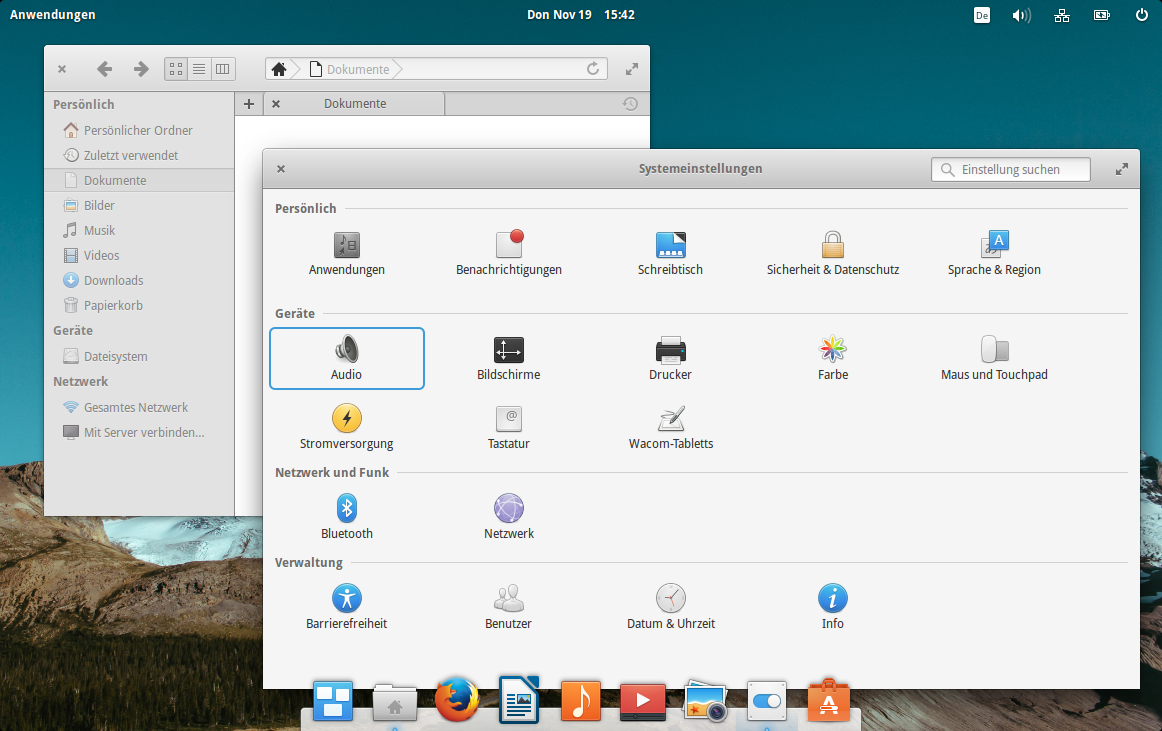
elementary OS 0.3 "Freya"

Tên của phiên bản ổn định thứ ba của elementary OS, Isis, được đề xuất vào tháng 8 năm 2013 bởi Daniel Foré, người đứng đầu dự án. Sau đó, nó được đổi thành Freya để tránh liên kết với nhóm khủng bố ISIS. Nó dựa trên Ubuntu 14.04 LTS, được phát hành vào tháng 4 năm 2014. Bản beta đầu tiên của Freya được phát hành vào ngày 11 tháng 8 năm 2014. Bản beta thứ hai của Freya được phát hành vào ngày 8 tháng 2 năm 2015. Phiên bản cuối cùng được phát hành vào ngày 11 tháng 4 năm 2015, sau khi đồng hồ đếm ngược xuất hiện trên trang web tám ngày trước đó.
Freya đã được tải xuống 1,2 triệu lần. Theo ý định của elementary nhằm mở rộng phạm vi của phần mềm nguồn mở, 73 phần trăm lượt tải xuống của Freya là từ các hệ điều hành nguồn đóng.
Vào năm 2015, các nhà phát triển elementary OS đã thay đổi trang tải xuống mặc định thành trang quyên góp tài chính trước khi cung cấp link tải xuống HTTP trực tiếp cho bản phát hành ổn định hiện tại. Mặc dù thực tế là người dùng có thể chỉ định bất kỳ số tiền nào hoặc không có số tiền nào, nhưng nó đã gây ra tranh cãi về cách thức thực hành như vậy thường không được coi là phù hợp với các triết lý phân phối FOSS. Nhóm elementary OS đã bảo vệ hành động nói rằng "Khoảng 99.875% những người dùng tải xuống mà không phải trả tiền" và cần phải đảm bảo sự phát triển liên tục của bản phân phối.
Khi xem xét tất cả các bản phân phối Linux, Linux.com đã đánh giá elementary OS là "bản phân phối đẹp nhất" của họ vào đầu năm 2016.  Người đánh giá lưu ý nền tảng thiết kế của nhà phát triển, ảnh hưởng của họ từ Mac OS X và triết lý của họ về việc ưu tiên các quy tắc và ứng dụng thiết kế nghiêm ngặt tuân theo các quy tắc này.

### 0.4 Loki
elementary OS 0.4, được biết đến với tên mã "Loki", được phát hành vào ngày 9 tháng 9 năm 2016. Loki được xây dựng trên phiên bản "LTS" của Ubuntu được phát hành trước đó trong năm  và hạt nhân được cập nhật của nó (4.4). Loki cải tiến các thông báo của hệ điều hành và thêm nhiều phần mềm tiêu chuẩn mới.  Nó cho phép người dùng thiết lập tùy chọn hiển thị thông báo.  Các chỉ báo trên thanh menu thông báo đã cập nhật bắt đầu hiển thị thông tin từ thông báo, chẳng hạn như tiêu đề của email, thay vì cảnh báo chung. Hệ điều hành cũng đã thêm một tích hợp toàn hệ thống cho các tài khoản trực tuyến cho Last.fm và FastMail, với các dịch vụ khác đang được phát triển.
Loki đã thay thế trình duyệt web Midori của Freya bằng Epiphany, một trình duyệt dựa trên WebKit2 với hiệu suất tốt hơn. Sau khi Yorba Foundation, nhóm phát triển ứng dụng email Geary bị giải thể, elementary OS đã chọn Geary là "Mail" và thêm các tính năng tích hợp và hình ảnh mới. Trong một tính năng lịch mới, người dùng có thể mô tả các sự kiện bằng ngôn ngữ tự nhiên, chương trình lịch diễn giải và đặt vào các trường mô tả và thời gian thích hợp khi tạo sự kiện.
elementary OS cũng tạo ra kho ứng dụng riêng giúp đơn giản hóa quá trình cài đặt và cập nhật ứng dụng. Người sáng lập dự án Daniel Foré gọi AppCenter là tính năng lớn nhất trong bản phát hành Loki và lưu ý cải thiện tốc độ của nó so với các phương pháp cài đặt khác và lợi ích phát triển nội bộ để khởi hành từ các công cụ nâng cấp của Ubuntu. Các nhà phát triển Loki đã nhận được 9.000 USD tiền thưởng trong quá trình phát triển của mình, gần một nửa tổng số tiền gây quỹ của dự án.
Jack Wallen của Linux.com đã ca ngợi Loki là một trong những desktop Linux thanh lịch và được thiết kế tốt nhất. Ông nhận thấy các thay đổi của trình duyệt web và cửa hàng ứng dụng là những cải tiến đáng kể và ứng dụng email cải tổ "một luồng không khí trong lành rất cần thiết" trong một lĩnh vực đình trệ. Nhìn chung, Wallen phỏng đoán rằng người dùng hiện tại sẽ đánh giá cao sự đánh bóng của Loki và người dùng mới sẽ thấy đây là một giới thiệu hoàn hảo cho hệ điều hành. Bryan Lunduke của Network World ca ngợi hiệu suất, khả năng sử dụng, đánh bóng và cài đặt dễ dàng của Loki, nhưng coi nó phù hợp hơn với người dùng Linux mới so với những người đã thành lập.
Hỗ trợ elementary OS trong tương lai cho các chương trình độc lập như Snappy hoặc Flatpak được lên kế hoạch.
Nhóm elementary OS đã nhận được một khoản đóng góp lớn từ một nhà tài trợ ẩn danh vào đầu tháng 8 năm 2018.  Việc quyên góp đã cho phép nhóm phát triển thuê một giám đốc tiếp thị toàn thời gian và mở rộng khả năng tồn tại lâu dài cho dự án.

### 5.0 Juno
elementary OS 5.0, được biết đến với tên mã "Juno", được phát hành vào ngày 16 tháng 10 năm 2018. Bản cập nhật mang đến những thay đổi cho hệ thống thanh toán của AppCenter, cũng như tính năng Night Light để thay đổi màu màn hình vào ban đêm, và điều chỉnh khung cửa sổ cũng như một số tính năng mới khác cho desktop Pantheon và các ứng dụng elementary OS. Bản cập nhật cũng chứa một tính năng Housekeep mới trong cài đặt, loại bỏ các file rác, cũng như file tạm, sau một khoảng thời gian nhất định.
Jack Wallen viết cho TechRepublic đã ca ngợi bản cập nhật vì đã mang lại những thay đổi tinh tế và cải thiện cho Loki. Jason Evangelho viết cho Forbes gọi là bản cập nhật thanh lịch. Nói rằng "elementary OS 5.0 Juno, cho đến nay, chỉ hoạt động. Và trông hoàn toàn đẹp khi làm điều đó." Trong bài đánh giá từ LinuxInsider, người đánh giá đã gọi hệ điều hành này là "bản phân phối Linux rất chắc chắn" mặc dù chỉ trích nó ít tính năng quản lý năng lượng.
Tính đến tháng 11 năm 2018, Juno đã được tải xuống hơn 160.000 lần, với 1% số người chọn trả tiền (với 10 đô la là số tiền phổ biến nhất, theo sau là 1 đô la.)

### Bảng tóm tắt
| Phiên bản | Tên mã  | Ngày phát hành       | Dựa trên                    |
| --------- | ------- | -------------------- | --------------------------- |
| 0.1       | Jupiter | 31 tháng 3 năm 2011  | Ubuntu 10.10                |
| 0.2       | Luna    | 10 tháng 8 năm 2013  | Ubuntu 12.04 LTS            |
| 0.3       | Freya   | 11 tháng 4 năm 2015  | Ubuntu 14.04 LTS (trusty)   |
| 0.3.1     | Freya   | 3 tháng 9 năm 2015   | Ubuntu 14.04 LTS (trusty)   |
| 0.3.2     | Freya   | 9 tháng 12 năm 2015  | Ubuntu 14.04 LTS (trusty)   |
| 0.4       | Loki    | 9 tháng 9 năm 2016   | Ubuntu 16.04 LTS (xenial)   |
| 0.4.1     | Loki    | 17 tháng 5 năm 2017  | Ubuntu 16.04.2 LTS (xenial) |
| 5.0       | Juno    | 16 tháng 10 năm 2018 | Ubuntu 18.04 LTS (bionic)   |

## Ứng dụng
1. ↑  "Pantheon Login Screen". GitHub.com. Truy cập ngày 19 tháng 2 năm 2019.
2. ↑  "Pantheon's Window Manager". GitHub.com. Truy cập ngày 19 tháng 2 năm 2019.
3. ↑  "Wingpanel". GitHub.com. Truy cập ngày 19 tháng 2 năm 2019.
4. ↑  "Slingshot". GitHub.com. Truy cập ngày 19 tháng 2 năm 2019.
5. ↑  "Plank in Launchpad". Launchpad.net. Truy cập ngày 11 tháng 8 năm 2013.
6. ↑  "Plank readme". Launchpad.net. ngày 23 tháng 1 năm 2011. Truy cập ngày 11 tháng 8 năm 2013.
7. ↑  {{chú thích web
  | url        = https://github.com/elementary/switchboard
  | title      = Switchboard
  | publisher  = GitHub.com
  | date       = 
  | accessdate = ngày 19 tháng 2 năm 2019<ref>

</ref>
}}